# Преко Пацифика
Преко Пацифика (енгл. Across the Pacific) је амерички филм Џона Хјустона из 1942. радњом смештен уочи америчког уласка у Други светски рат. Када је Хјустон отишао у војску, заменио га је Винсент Шерман. Главне улоге играју: Хамфри Богарт и Мери Астор.

## Радња
Крајем 1941, Рика Леланда је осудио војни суд те је отпуштен из америчке артиљерије због крађе. Одлази у Канаду како би волонтирао, али га ови одбијају. У Халифаxу се укрцава на јапански брод, Ђенова Мару. На броду упознаје атрактивну, али мистериозну Алберту Марлоw и др. Лоренца, који не скрива како подупире јапанске амбиције на Пацифику те да га зато не прихваћају на Филипинима, где редовито одседа. Леланд им даје до знања да не осећа оданост према својој земљи те да ће радо помоћи било коме ко је вољан платити његове услуге.
Тијеком заустављања у Њујорку, Леланд се сусреће с А.В. Смитом, америчким обавештајцем, након чега се открива да он и даље ради за америчке власти како би шпијунирао Лоренца. Смит и Леланд почну шпекулирати што ту ради Марлоу. По повратку на брод, Леланд изненади Филипинца који је намеравао убити Лоренца, зарадивши тако Лоренцово поверење.
Након што су дошли у Панаму, капетан објављује како је броду забрањен пролазак кроз Панамски канал те да су присиљени пловити око рта Хорн. Леланд, Марлоу и Лоренц се искрцавају и одлазе у хотел Пан Американ (чији је власник Леландов пријатељ) како би причекали брод који ће их одвести на њихову дестинацију. С Ђенова Маруа се искрцава неколико сандука адресираних на извесног Дана Мортона на његову плантажу.
Лоренц упита Леланда, који је једном служио у том подручју, да прибави распореде авиона који патролирају тим подручјем. Леланд се још једном састаје са Смитом и наговара га да му да праве распореде патрола, будући да би Лоренц лако схватио ако му се предају лажни. У исто вријеме, открива се да је датум 6. децембра 1941, дан уочи напада на Перл Харбор.
Након што је предао Лоренцу распореде патрола након малог ценкања око цене, Леланд је нокаутиран. Буди се неколико сати после и схвата да су Лоренц и и Марлоу напустили хотел. Одмах назива Смита и упозори га да промени распоред патрола, а затим потрчи на плантажу, где угледа неколико азијатских мушкараца како припремају торпедо бомбер за полетање. Убрзо га хватају и одводе унутра како би се састао с Лоренцом и Марлоуом.
Испада да је Марлоу кћер власника плантаже, Дана Мортона, пијанца којег су искористили људи који раде за њега. На Леландово олакшање, једина веза Марлоуљеве с целом операцијом је брига за оца.
Лоренц открива како су предухитрили Смита пре него што је ишта успео направити у вези патрола те да планирају торпедирати бране на Панамском каналу. У задњем тренутку, Леланд и Марлоу савладавају свог чувара (иако је нен отац убијен), а Леланд успева преузети митраљез и срушити авион који је полетио. Почиње ватрени обрачун између Леланда и Лоренцових људи. На крају, Леланд налеће на Лоренца који се спрема починити ритуално самоубиство (сепуку), али му живци попуштају и почне молити Леланда да га упуца. Леланд одбија, будући да Лоренц има "састанак с војним обавештајцима".
Филм завршава с војним авионима који надлећу плантажу, а Леланд каже Лоренцу "ако твоји пријатељи не могу починити харакири, ови момци ће им радо помоћи."

## Улоге
| Глумац:         | Улога:                     |
| --------------- | -------------------------- |
| Хамфри Богарт   | Рик Лиланд                 |
| Мери Астор      | Алберта Марлоу             |
| Сидни Гринстрит | др. Лоренц                 |
| Чарлс Халтон    | А. В. Смит                 |
| Виктор Сен Јунг | Џо Тотсуико (као Сен Јанг) |
| Роланд Гот      | Суги                       |

## Спољапшње везе
- Преко Пацифика на веб-сајту  (језик: енглески)